# Шафонский, Афанасий Филимонович
Афана́сий Филимо́нович Шафо́нский (1740—1811) — врач, историк, экономист Российской Империи. Один из основоположников российской эпидемиологии; историк левобережной Украины.

## Биографические данные
Родился в Соснице Киевской губернии 13 (24) декабря 1740 года в семье сотника Черниговского полка Филимона Шатилы, который писался сначала Шатиловским, а потом с половины XVIII века Шафонским. Его начальным воспитанием занимался иностранец Фоклосов, живший в имении гетмана графа Разумовского. Затем отец отправил его учиться за границу, где за восемь лет (1756—1763) он получил дипломы на доктора права (в Галльском университете), доктора философии (в Лейденском университете) и доктора медицины (в Страсбургском университете, где защитил диссертацию «De gravidarum, parturientium et puerperarum convulsionibus» — Argentorati, 1763).
В 1763 году вернулся в Россию и после экзамена в медицинской коллегии в Санкт-Петербурге получил право практики в России и вновь учрежденное правительством место врача иностранных колонистов в Астраханской губернии.
В 1769 году короткое время состоял главным полевым доктором в армии и в том же году был перемещен старшим доктором в московский Генеральный госпиталь, где его застала чума 1770—1772 года. Шафонский первым распознал её и должен был бороться не только с эпидемией, но и с невежественным отношением к ней многих московских врачей. По окончании эпидемии он издал её описание — «Описание моровой язвы, бывшей в столичном городе Москве с 1770 по 1772 гг., с приложением всех для прекращения оной тогда установленных учреждений» (М., 1775. — авторство на титульном листе не указано), с посвящением Императрице Екатерине II. В 1776 году был назначен штадт-физиком и управляющим медицинской конторой в Москве.
С момента образования Черниговского наместничества в 1781 году был советником, а затем — председателем Черниговской уголовной палаты.
Совместно с П. В. Малаховым составил «Черниговского наместничества топографическое описание…», которое было издано в Киеве уже после смерти автора, в 1851 году.
При Павле I вышел в отставку с чином действительного статского советника.
С 1798 года жил в своем имении в деревне Гаповка (Якличи) Сосницкого уезда Черниговской губернии, где и умер 27 марта (8 апреля) 1811 года. В этот период он «служил по выборам»: два трёхлетия был генеральным судьёй.
Его сын, действительный статский советник Андрей Афанасьевич Шафонский (26.03.1777—26.01.1843).